# Callionymidae
De pitvissen (Callionymidae) vormen een familie van kleine baarsachtige zeevissen. Ze worden voornamelijk aangetroffen in tropische wateren in de Indische Oceaan en het westen van de Grote Oceaan. De familie omvat bijna 200 soorten in 15 tot 19 geslachten. Vanwege hun uiterlijke kenmerken worden vissen uit deze familie soms verward met leden van de familie van de grondels (Gobiidae).
Enkele soorten zijn:
- De gevlekte pitvis (Callionymus maculatus), 10–16 cm.
- De pitvis (Callionymus lyra), 25–30 cm.

De grootste soort, Callionymus gardineri, kan een lengte tot 30 centimeter bereiken. De kleinste soort, Callionymus sanctaehelenae wordt slechts 2 centimeter lang. Veel soorten zijn dimorf, waarbij de mannetjes en vrouwtjes andere kleuren en patronen hebben. Het extreemste voorbeeld hiervan is Synchiropus rameus.
De vissen leven op de bodem en hebben een voorkeur voor zanderige of rotsachtige bodems, soms in de buurt van riffen. Op een diepte van ongeveer 200 meter eten deze vissen voornamelijk kreeftachtigen, wormen en andere kleine ongewervelden. De mannetjes kennen onderling sterk territoriaal gedrag.
Ze kennen een uitgebreid paringsritueel. De mannetjes wapperen hun vinnen open en dicht en sluiten hun bek. Wanneer het wijfje geïnteresseerd is duwt het mannetje haar omhoog. De eieren en het sperma worden in ondiep water gelost. De zwevende eieren gaan daarna deel uitmaken van het plankton tot ze uitkomen.

## Geslachten
- Anaora J. E. Gray, 1835
- Bathycallionymus Nakabo, 1982
- Callionymus Linnaeus, 1758
- Calliurichthys D. S. Jordan & Fowler, 1903[1]
- Dactylopus Gill, 1859
- Diplogrammus Gill, 1865
- Draculo Snyder, 1911
- Eleutherochir Bleeker, 1879
- Eocallionymus Nakabo, 1982[1]
- Foetorepus Whitley, 1931
- Minysynchiropus Nakabo, 1982[1]
- Neosynchiropus
- Paracallionymus Barnard, 1927
- Protogrammus Fricke, 1985
- Pseudocalliurichthys Nakabo, 1982[1]
- Repomucenus Whitley, 1931
- Synchiropus Gill, 1859
- Tonlesapia Motomura & Mukai, 2006

Niet geaccepteerde soort:
- Paradiplogrammus